# Диптерологія
Диптерологія — розділ ентомології, який вивчає представників ряду Двокрилі комахи (мух і комарів). Назва науки походить від наукової латинської назви самого ряду — Diptera. 1990 року створено Міжнародний журнал диптерології (International journal of Dipterology). . В ньому англійською мовою публікуються статті і огляди з систематики, філогенії, морфології, фізіології та екології двокрилих комах, зокрема таких важливих, як малярійний комар і муха це-це.

## Історія
Диптерологія, що вивчає двокрилих комах, як і вся ентомологія, бере свій початок з найдавніших часів і культур, що пояснюється постійною присутністю в оточенні людини і домашніх тварин двокрилих кровосисів, паразитів і мертвоїдів.

## Товариства

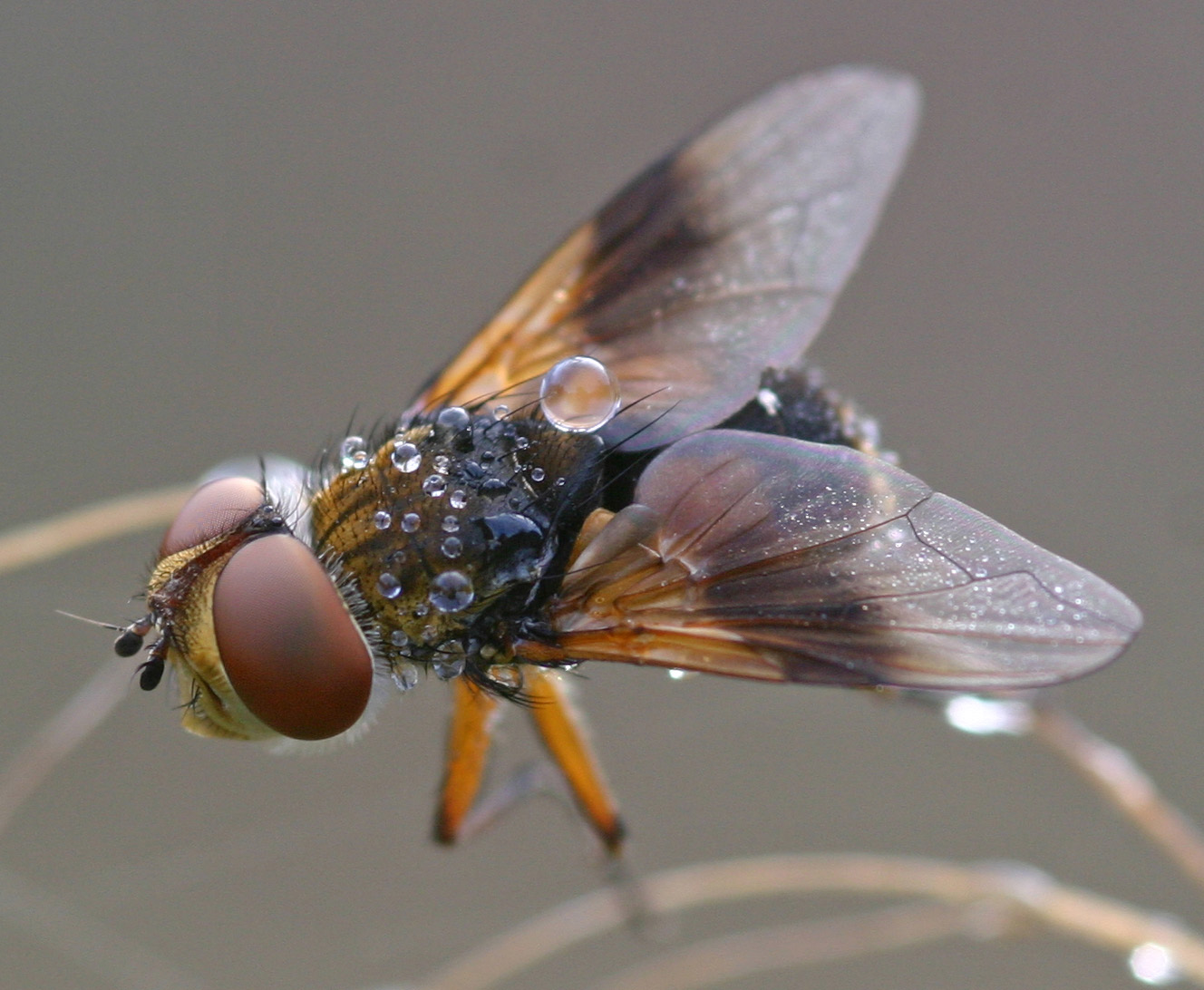
Ectophasia

Про значення цієї науки свідчить факт числа біологів, які займаються двокрилими комахами. У міжнародній базі електронних поштових адрес значиться 576 осіб (2007), а з урахуванням аматорів — удвічі більше (1043)  [Архівовано 26 грудня 2008 у Wayback Machine.]. Це пов'язано з великою різноманітністю двокрилих: 120,000 видів, 10 000 родів і 188 родин у світовій фауні.
- Dipterist's Club of Japan. У Японії 1996 року створено спеціалізований «Клуб диптеристів Японії», що включає більше 100 членів [Архівовано 14 лютого 2004 у Wayback Machine.].
- Malloch Society. Товариство шотландських диптерологів створено 1988 року. Свою назву товариство отримало на честь Джона Рассела Маллока[en] (1875—1963), визначного шотландського фахівця з двокрилих комах. [Архівовано 24 травня 2008 у Wayback Machine.].

## Конгреси
Раз на 4 роки диптерологи збираються на Міжнародні конгреси:
- 8-й Міжнародний диптерологічний конгрес — 10-15 серпня 2014, Потсдам, Німеччина [Архівовано 29 березня 2009 у Wayback Machine.]
- 7-й Міжнародний диптерологічний конгрес — 8-13 серпня 2010, Сан-Хосе, Коста-Рика[1] [Архівовано 29 березня 2009 у Wayback Machine.]
- 6-й Міжнародний диптерологічний конгрес — 23-28 вересня 2006, Фукуока (International Congress Center), Японія.
- 5-й Міжнародний диптерологічний конгрес — 29.09 — 4.10, 2002, Університет Квінсленду, Брисбен, Австралія.
- 4-й Міжнародний диптерологічний конгрес — 6-13 вересня 1998, Кібл коледж, Оксфорд, Велика Британія.
- 3-й Міжнародний диптерологічний конгрес — 15-19 серпня 1994, Гвелфський університет, Гвелф, Онтаріо, Канада.
- 2-й Міжнародний диптерологічний конгрес — 27.08 — 1.09 1990, Університет Коменського,Братислава, Чехословаччина.
- 1-й Міжнародний диптерологічний конгрес — 17-24 серпня 1986, Будапешт, Угорщина.

## Симпозіуми
- V International Symposium on Syrphidae (ISS): 18-22 червня 2009, Новий Сад, Фрушка гора (Andrevlje), Сербія [Архівовано 15 травня 2009 у Wayback Machine.].
- IV International Symposium on Syrphidae: 29.06 — 3.07, 2007, Siikaranta congress hotel, Еспоо, Фінляндія [Архівовано 4 березня 2016 у Wayback Machine.]
- III — 2005, Лейден, Нідерланди
- II — 2003, Іспанія
- I — 2001, Німеччина

### СРСР, Росія
- 1-й Всесоюзний диптерологический симпозіум (6-8 квітня 1976, Ленінград)
- 2-й Всесоюзний диптерологічний симпозіум (1978, Воронеж)
- 3-й Всесоюзний диптерологічний симпозіум (1982, Біла Церква)
- 4-й Всесоюзний диптерологічний симпозіум (1986, 17-19 вересня, Алма-Ата)[2]
- 5-й Всесоюзний диптерологічний симпозіум (1990, Новосибірськ)
- 6-й Всеросійський диптерологічний симпозіум (1997, Санкт-Петербург)
- 9-й Всеросійський диптерологічний симпозіум (2012, Санкт-Петербург)
- 10-й Всеросійський диптерологічний симпозіум (2016, Краснодар)

## Журнали
Список журналів, присвячених диптерології.
A
- African Invertebrates[ru] — традиційно значна частина статей присвячена двокрилим

B
- The British Simuliid Group Bulletin (1979 —) (від 1979 до 1987 рр. — British Simuliid Group Newsletter).  [Архівовано 5 березня 2016 у Wayback Machine.]
- Bulletin of the Dipterists' Forum
- Bulletin d information sur les glossines et les trypanosomes  [Архівовано 21 лютого 2009 у Wayback Machine.].

C
- Ceratopogonidae Information Exchange
- Chironomus Newsletter

D
- Dipterist's Digest (1988 —) (Лондон)
- Dipterological Research — ISSN 1021—1020
- Dipteron-Wroclaw (1985 —) (Польща) .
- Dipteron (1998—2000) (Кіль, Німеччина)

E
- Empid and Dolichopodid Study Group Newsheet (1986 —)(Англія)
- European Mosquito Bulletin

F
- Fly (2007 —) (Taylor & Francis)  [Архівовано 14 квітня 2021 у Wayback Machine.]
- Fly Times (1988 —) (США)  [Архівовано 22 листопада 2016 у Wayback Machine.]
- Fragmenta Dipterologica (Ізраїль, 2006—2013) [Архівовано 24 листопада 2016 у Wayback Machine.]. До кінця 2013 року вийшов 41 номер [Архівовано 27 липня 2020 у Wayback Machine.].

H
- Hana Abu — журнал клубу диптерологів Японії.

I
- An International Journal of Dipterological Research  — Міжнародний журнал диптерології (стара назва «International journal of Dipterology») .
- International Journal of Mosquito Research (2014 — ; Нью-Делі, Індія). [Архівовано 14 березня 2022 у Wayback Machine.]

M
- Makunagi: acta dipterologica (1966 —) (Societas Dipterologica, Осака, Японія)  [Архівовано 27 липня 2020 у Wayback Machine.]
- Mosquito News & Mosquito Systematics
- Myia. The International Journal of the North American Dipterists' Society (1979 —)(США).

P
- Phorid Newsletter

S
- Studia Dipterologica  [Архівовано 18 лютого 2009 у Wayback Machine.]

T
- Tachinid Times (1988 —) (Канада)
- Tsetse and Trypanosomiasis Information (Bulletin d information sur les glossines et les trypanosomes) (1978 —) [Архівовано 21 лютого 2009 у Wayback Machine.].

V
- Volucella (журнал) — ISSN 0947-9538 .

## Фахівці з двокрилих
Найвизначнішим у світі таксономістом називають диптеролога Чарлза Александера (Charles P. Alexander), який описав 11 755 таксонів (переважно комарів з групи Tipuloidea).
- Зайцев Вадим Пилипович[ru] — російський ентомолог, доктор біологічних наук, професор, заслужений діяч науки РФ.
- Лер Павло Андрійович[ru] — член-кореспондент РАН (1987).
- Мончадський Олександр Самійлович — російський ентомолог (1897—1974), паразитолог, еколог, фахівець з кровосисних двокрилих. Спочатку викладав на кафедрі ентомології Ленінградського університету, а потім працював у Зоологічному інституті АН СРСР.
- Негробов Олег Павлович[ru] — російський диптеролог.
- Штакельберг Олександр Олександрович (1897—1975) — російський ентомолог, почесний президент Всесоюзного ентомологічного товариства (1962), багаторічний головний редактор журналу «Ентомологічний огляд[ru]», засновник петербурзької школи диптерологів.
- Гапонов Сергій Петрович[ru] — професор, доктор біологічних наук — російський ентомолог, паразитолог.
- Кривошеїна Ніна Павлівна (1930-), Інститут проблем екології та еволюції імені О. М. Сєверцова РАН, Москва. Обрано Почесним членом Міжнародного диптерологічного конгресу 1990 року (Honorary Member of the International Congresses of Dipterology).
- Ларс Брундін[sv] (1907—1993), відділ ентомології, Шведський музей природознавства, Стокгольм, Швеція. Обрано Почесним членом 1990 року.
- Куртіс Саборскі[en] (1910—1997), лабораторія систематичної ентомології, Міністерство сільського господарства США, Національний музей природознавства, Вашингтон, США. Обраний Почесним членом 1990 року.
- Браян Стакенберг[en] (1930—2009), відділ природничих наук, Natal Museum, Пітермаріцбург, ПАР. Обраний Почесним членом 1994 року.
- Ґрем Ґрифітс (Graham C. D. Griffiths) (1937-), Атабаска, Альберта, Канада. Обрано Почесним членом 1998 року.
- Дж. Ентоні Ліа (J. Antony Lia) (1914—2003), Центр біосистематичних досліджень, Agriculture Canada, Оттава, Онтаріо. Канада. Обрано Почесним членом 1998 року.
- Ельмо Гарді[en] (1914—2002), відділ ентомології, Гавайський університет, Гонолулу, Гаваї, США. Обрано Почесним членом 1998 року.
- Роджер Кроскі[en] (1930-), відділ ентомології, Музей природознавства, Кромвель роуд[en], Лондон, Велика Британія. Обрано Почесним членом 2002 року.
- Дональд Вуд (Donald Montgomery (Monty) Wood) (1933-), біорізноманіття безхребетних, Міністерство сільського господарства и продовольства Канади[en], Оттава, Онтаріо, Канада. Обрано Почесним членом 2006 року.
- Evert Irving Schlinger (1928-), Всесвітня лабораторія досліджень павуків-ендопаразитоїдів, Санта-Інес, Каліфорнія, США. Обрано Почесним членом 2006 року.